# Глокалізація
Глокалізація (globalization + localization = glocalization) — слово-гібрид, термін, що використовується для позначення глобальної локалізації — глобального світогляду, пристосованого до локальних умов. Ідея поняття зароджується в Японії та наслідує японське поняття “дочакука” (котре походить від “дочаку” — “жити на своїй землі”), що позначало пристосування методів обробітку землі до конкретних умов. Широко використовуватись починають у 1980х роках переважно в маркетингу, звідки поняття запозичилось і до соціології. (Oxford Dictionary of New Words, 1991: 134)

## Глобальне – versus – локальне
Основною проблемою, яка породжує виникнення самого поняття глокалізації є співвідношення глобального та локального у сучасному світі в цілому, та, відповідно, оцінка цих процесів спеціалістами. Так, існують як прихильники загальної гомогенізації, так і ті, хто протистоїть цим процесам в своєму баченні виключності кожного окремого народу та нації. У своєму есе «Глокалізація: часопростір і гомогенність-гетерогенність» Роланд Робертсон зазначає що «…аргументи нашої розвідки будуть зосереджені на доведенні, що потрібно переступити через дебати про глобальну гомогенізацію – versus – гетерогенізацію. Питання слід ставити не як «або-або», обираючи одну з цих тенденцій, а радше досліджувати шляхи, якими обидві тенденції стали характерними для нашого життя в більшій частині світу наприкінці ХХ ст.»[1]

## Глокалізація в маркетингу та бізнесі
Глокалізація як бізнес-стратегія реалізується через так званий «мікро-маркетинг» - пристосування на локальних ринках за допомогою модифікацій загальних рекламних стратегій, продукту тощо. При цьому може робитись акцент саме на відмінності окремої культури, її виключності. Так, у 2001 році була заснована компанія Glocal Forum, метою якої є прискорення світового розвитку за допомогою розвитку регіонів та поглиблення зацікавленості до локальних проблем.

## Глокалізація в соціології
Глокалізація постає як глобалізація локального і локалізація глобального. З одного боку, це означає відтворення елементів загального в конкретних спільнотах, змиття усталених границь, а з іншого – це пошук конкретних відмінностей, якісно нового та відмінного від інших, підкреслення власної ідентичності та виключності. Так, можна згадати французький McDonalds, де символом є галл Астерікс – відомий та зрозумілий персонаж для цієї нації, або незліченні кількість смаків Fanta у Японії, іноді навіть надто екзотичних(з використанням комах тощо). Інакше кажучи, глокалізація виступає конкретною версією загального явища(Робертсон).
При цьому можна виокремити такі рівні глокалізації як:
- макрорівень – рівень держав та їхніх об’єднань,
- мезорівень – рівень регіону,
- мікрорівень – рівень повсякденної практики людей.[2]

Глокалізація зачіпає не тільки економічну сферу життя. Так, вона може проявлятись і в політичних, і в культурних, і в соціальних процесах. Саме держава, з одного баку є тією локальною одиницею яка прагне зберегти власну значущість та унікальність, а з іншого боку є основним регулятором ступенів проникнення глобального всередину. При цьому дуже важливо правильно розставити акценти та визначитись зі стратегією регуляції та реакції на виклики сучасності. Так, широке відкриття власної локальності для глобальних процесів може спричинити масовий суспільний супротив. А з іншого боку, перетворення країни на замкнену соціокультурну систему може спричинити соціально-економічну відсталість та занепад.
Таким чином, виділяють такі види глокалізації як реакції на проникнення глобального в локальне:
- максимальна відкритість та некритичність локальної культури щодо дії глобальних інститутів та інформаційних потоків.
- співіснування локальної культури та глобальних культурних форм без суттєвих проявів взаємовпливу та інтеграції.
- адаптація та трансформація глобальних процесів внаслідок потужної локальної реакції, що зумовлює виникнення гібридних форм.
- захист локальної культури від глобалізаційних процесів, боротьба з ними та їхнє повне заперечення[2].

## Глокалізація та гібридизація
Гібридизація, таким чином, є лише однією з можливих стратегій співвіднесення глобального та локального. В такому випадку глобальні процеси адаптуються до вже існуючої системи цінностей та інститутів. Такий вид глокалізації є найпоширенішим у сучасному світі.